# Буриана
Буриана (+VI) — дева Корневильская. Дни памяти 4 июня, 1 мая.
Святая Буриана (Buriana) была ирландской принцессой, отправившейся в Корнуолл вместе со св. Пираном и иными ирландскими миссионерами. Считается, что король Думнонии Герайнт ап Эрбин схватил её, дабы она исцелила его сына от паралича. Она согласилась и сделала это. Однако король продолжал её удерживать и сказал, что отпустит только если кукушка прокукует над заснеженной землёй. Тогда св. Пиран встал на молитву, и случилось чудо, по которому св. Буриана была освобождена.
Однако вскоре король вознамерился схватить её вновь. И как только ему это удалось, она отошла ко Господу. Её похоронили рядом с её келией в местечке Сент Буриан (St Buryan), что неподалёку от Пензанса, противу островов Сцилли. Король Ательстан построил колледж и храм, чтобы упокоить её св. мощи.